# Il leone e l'asino che andavano a caccia insieme
Il leone e l'asino che andavano a caccia insieme è una favola di Esopo.

## Trama
Giunti presso una grotta al cui interno si trovavano delle capre, un leone e un asino che si erano messi in società agirono diversamente. Mentre il primo attese fuori, il secondo entrò per spaventarle con il suo raglio, fiondandosi su di esse. Le capre uscirono e si fecero catturare in gran numero dal leone. L'asino chiese se avesse combattuto onorevolmente, ricevendo dal leone questa risposta: «Ma credi pure che perfino io avrei avuto paura di te, se non avessi saputo che sei un asino».

## Morale
Chi, senza valere nulla, vanta a parole le proprie gesta gloriose, inganna la gente che non lo conosce, ma è schernito da chi lo conosce.

## Edizione di riferimento
- Esopo, Favole (a c. di C. Benedetti), Milano, Oscar Mondadori, 1996, p. 217.